# Øster Flakkebjerg Herred

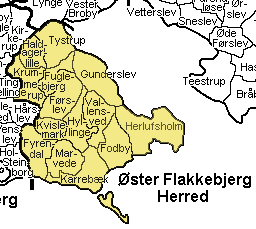
Øster Flakkebjerg Herred

Øster Flakkebjerg Herred was een herred in het voormalige Sorø Amt in Denemarken. Oorspronkelijk vormde Øster Flakkebjerg samen met Vester Flakkebjerg Herred een herred Flakkebjerg. Kerkelijk werden beide in de 17e eeuw gescheiden, bestuurlijk pas in 1819. Het gebied werd in 1970 deel van de provincie Vestsjælland.

## Parochies
De herred was verdeeld in 14 parochies. Alle parochies maken kerkelijk deel uit van het bisdom Roskilde
- Fodby
- Fuglebjerg
- Fyrendal
- Førslev
- Gunderslev
- Haldagerlille
- Herlufsholm
- Hyllinge
- Karrebæk
- Krummerup
- Kvislemark
- Marvede
- Tystrup
- Vallensved